# Yksinpuhelu
Yksinpuhelu è il secondo EP della band heavy metal finlandese Kotiteollisuus, pubblicato l'8 giugno 2001.
La versione live è stata registrata al Nosturi club, Helsinki, il 10 febbraio 2001.

## Tracce
Testi di Jouni Hynynen, musiche di Jouni Hynynen, Janne Hongisto, Jari Sinkkonen.
1. Yksinpuhelu – 5:42
2. Käärmeiden historiaa (nuova versione dal precedente EP Kuulohavaintoja, ma completamente nuova[1]) – 4:09
3. Jos sanon (live) – 4:25
4. Virret soi (live) – 2:53

Durata totale: 17:09

## Formazione
Jouni Hynynen - voce, chitarra

Janne Hongisto - basso

Jari Sinkkonen - batteria